# V7 (политический альянс)
V7 — политический альянс, сформированный в Суринаме для участия в парламентских выборах 2015 года.

## История
Альянс V7 был сформирован в январе 2015 года накануне парламентских выборах 2015 года и включал в себя семь политических партий Суринама: Прогрессивную реформистскую партию, Национальную партию Суринама, Лейбористскую партию Суринама, Демократическую альтернативу '91, Pertjajah Luhur, Партию национального единства и солидарности и Братство и единство в политике. Однако, незадолго до выборов Партия национального единства и солидарности вышла из альянса и присоединилась к А-комбинации.
В качестве кандидата в президенты страны альянсом был выдвинут Чен Сантокхи. По результатам выборов 2015 года альянс V7 получил 18 мест в парламенте Суринама — Национальной ассамблее.
25 июня 2015 V7 был распущен.